# Strobile
 (janvier 2021).
Si vous disposez d'ouvrages ou d'articles de référence ou si vous connaissez des sites web de qualité traitant du thème abordé ici, merci de compléter l'article en donnant les références utiles à sa vérifiabilité et en les liant à la section « Notes et références ».

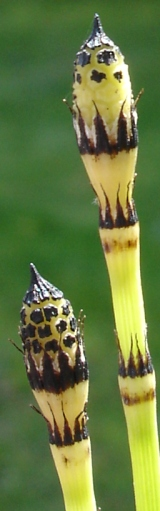
Strobiles de deux prêles.

Un strobile est un terme employé en sciences de la vie.

## Étymologie
Le terme strobile vient du latin : strobilus, signifiant « tourbillon » ou du grec ancien : στρόβιλος (stróbilos, « toupie »).

## Zoologie
En zoologie, le terme peut désigner :
1. Une des phases du cycle vital de certaines méduses entre deux formes larvaires. Les différentes formes sont :  œuf, larve planula, polype, strobile, larve éphyra, méduse adulte.
2. Le corps de certains Cestodes (un type de Plathelminthes) comme le ténia du porc (Taenia solium) composé d'une succession d'anneaux ( : proglottis).

## Botanique
En botanique, c'est une structure présente sur de nombreuses espèces fongiques terrestres porteuses de sporanges densément regroupées le long d'une tige.
Les strobiles sont souvent appelés cônes en lieu et place de glomérules, mais de nombreux botanistes limitent l'utilisation du terme « cône » au fruit ligneux de conifères.

### Lycophytes
Certains membres des deux catégories modernes de Lycopodiophyta (Lycopodiopsida et Isoetopsida) produisent des strobiles. Dans tous les cas, les organes latéraux des strobiles sont des microphylles portant des sporanges. Chez d'autres lycophytes, les feuilles ordinaires peuvent agir comme sporophylles et il n'y a pas de strobile organisé.

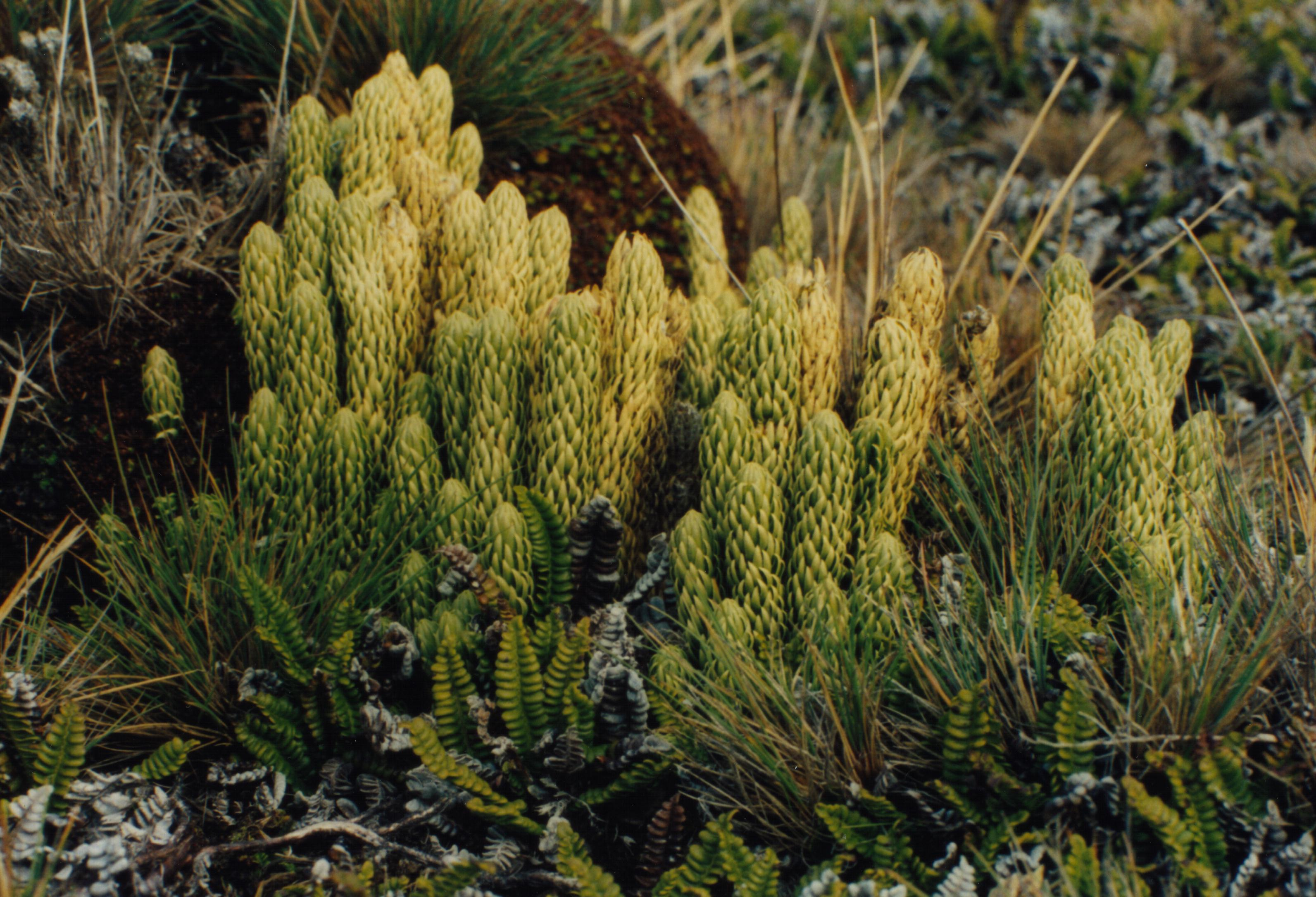
Strobile de Lycopodium
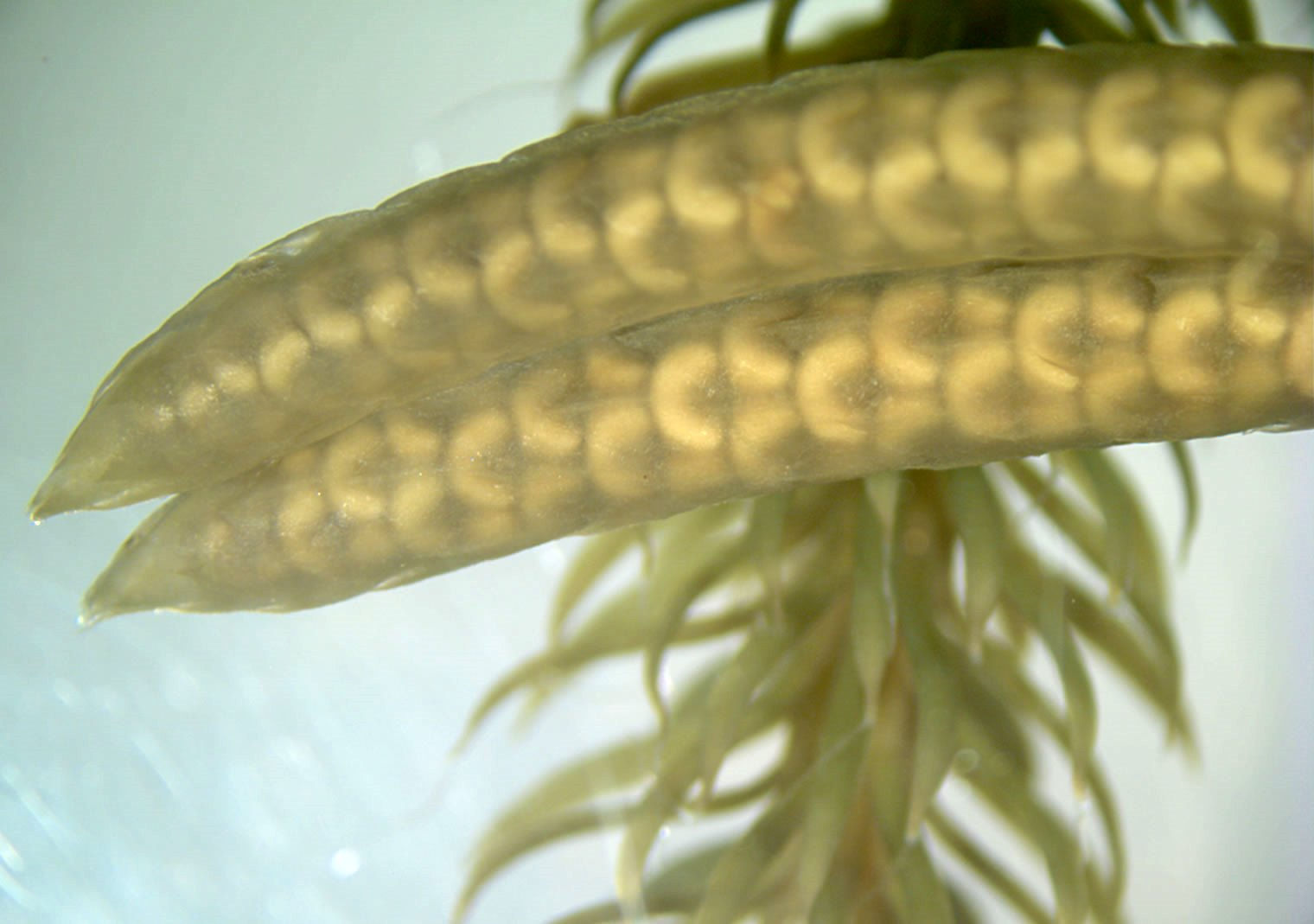
Strobile de Lycopodium conservé dans un liquide montrant des sporanges réniformes au travers de sporophylles translucides
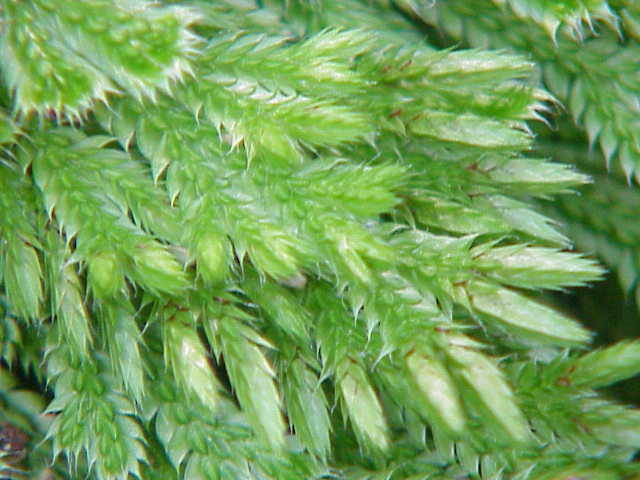
Strobile de Selaginella
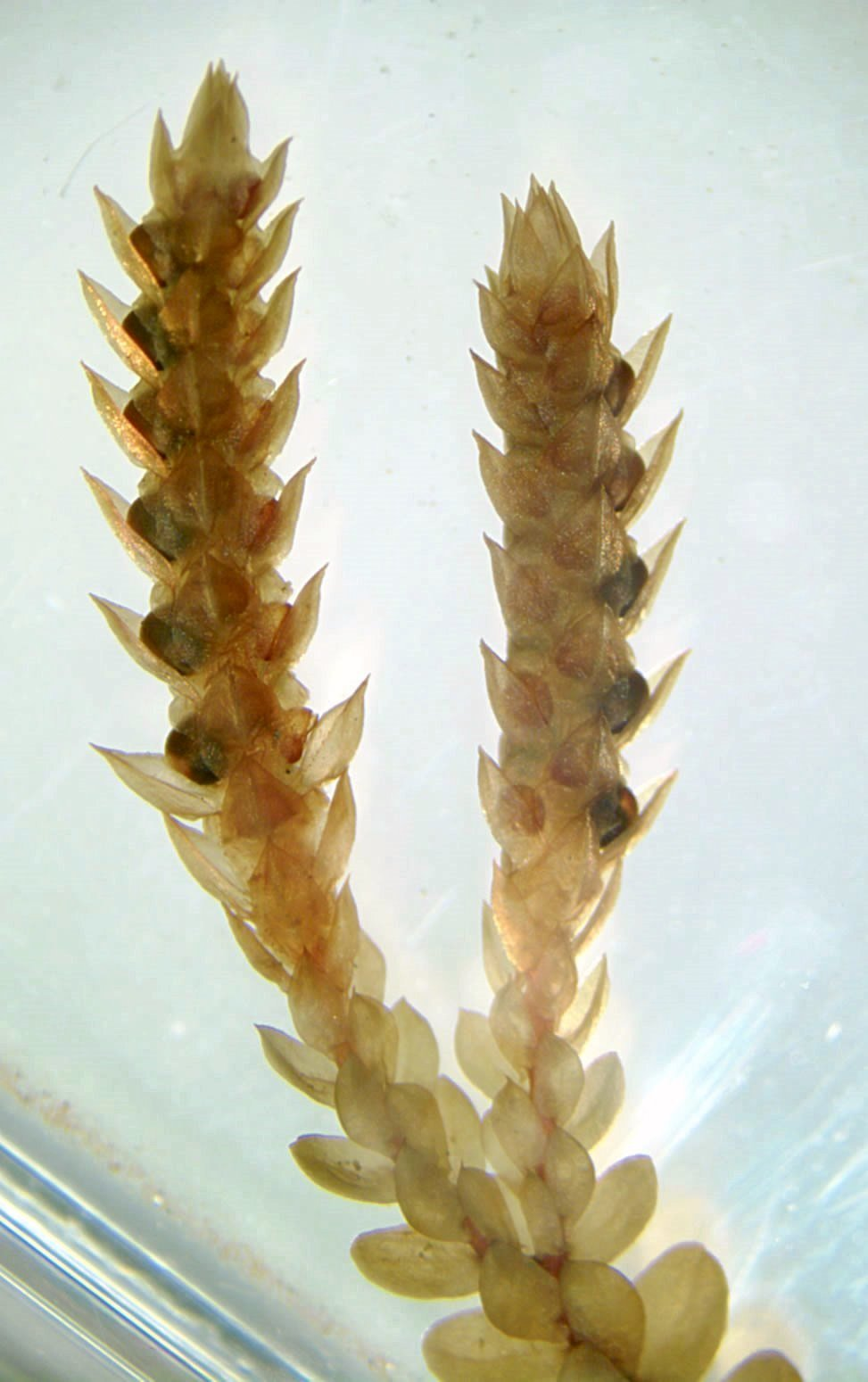
Strobile de Selaginella conservé dans un liquide montrant des mega et micro sporanges au travers de sporophylles translucides.

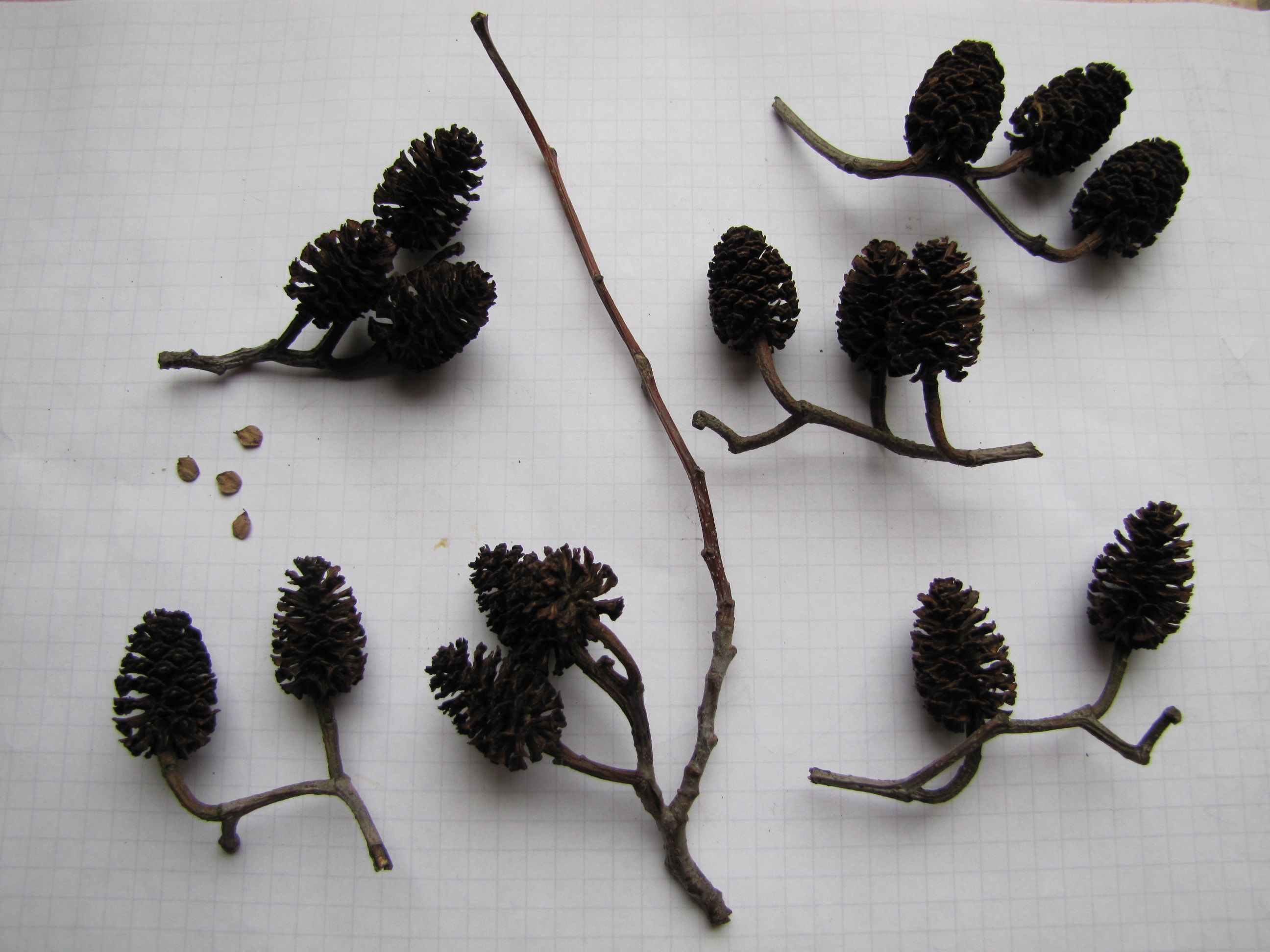
Strobiles d'aulne avec akènes.

### Aulnes
Les aulnes, de la famille des Betulaceae, possèdent de petits glomérules ligneux marron foncé nommés strobiles.
Ils persistent toute l'année sur l'arbre, les akènes qu'ils contiennent étant dispersés par le vent.